# Äventyr (musikalbum)
Äventyr, är det tredje albumet av gruppen Ratata, utgivet 1983 på Stranded Rekords. Från albumet släpptes Soulboy som singel.

## Låtförteckning
1. Soldater
2. Soulboy
3. Trick med speglar
4. Vild
5. Hemlighet
6. Pojkar
7. Sista dansen
8. När regnet faller
9. Sång till en vän
10. Din öde ö

Alla låtar komponerade av Mauro Scocco utom 2 Mauro Scocco och Johan Ekelund samt 10 av Mauro Scocco och Johan Vävare.
Ratata: Mauro Scocco och Johan Ekelund.